# ブルガス・トロリーバス
ブルガス・トロリーバス（ブルガリア語: Тролейбуси в Бургас）は、ブルガリアの都市・ブルガスのトロリーバス。1980年代にブルガリア各地で開通したトロリーバス路線の1つで、2025年現在は路線バスを始めとした公共交通機関と共にブルガスバス（Бургасбус）によって運営されている。

## 概要
1980年代、ブルガリア（当時のブルガリア人民共和国）では安価な国内電力を背景に、同年代以前の時点で2都市にのみ存在していたトロリーバスを全国各地に導入する動きが加速していた。その一環としてブルガスにトロリーバスが開通したのは1989年9月25日である。当初はブルガス中心部と南部のメデン・ルドニク地区（Меден рудник）を結ぶ1系統のみであったが、2011年に都市整備の一環として新たに市内中心部を別経路で巡るT2号線が運行を開始し、既存の系統にも「T1号線」という系統名が付けられた。また2014年以降は欧州連合の支援を受ける形で他都市と共同でノンステップバス（シュコダ26Tr）の発注を実施し、車両が進められた。

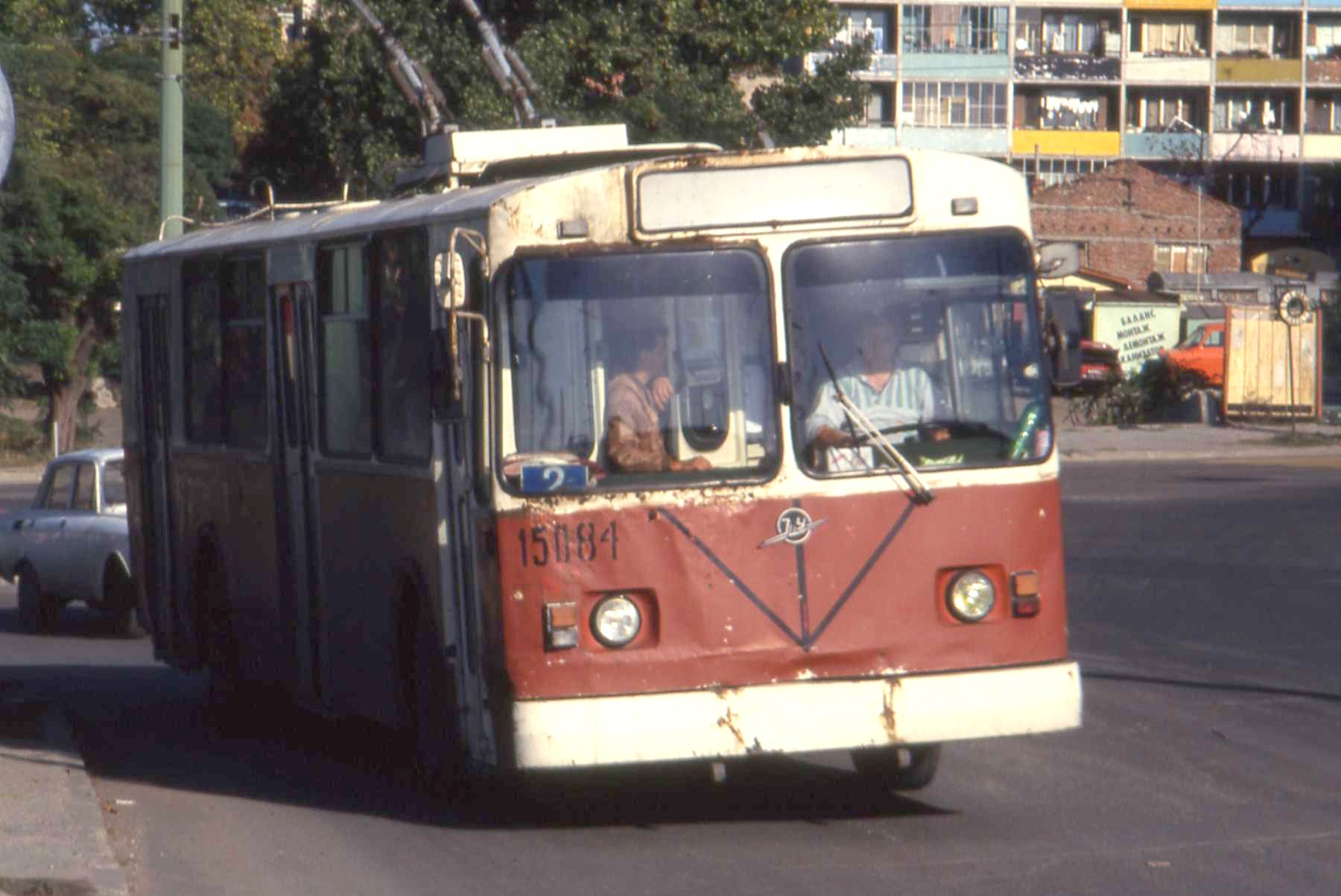
開通時に導入されたソ連製のZiU-9（英語版）（1993年撮影）
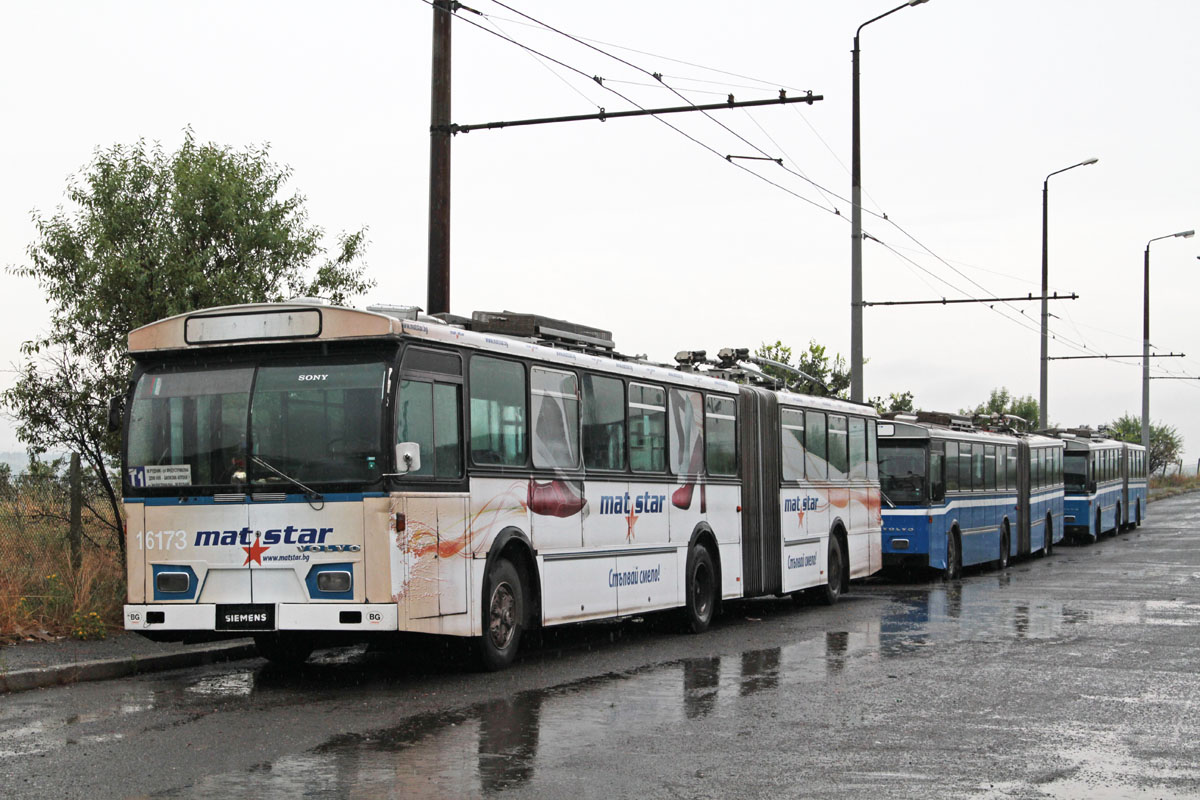
国外から譲渡された連節式トロリーバス（2014年撮影）
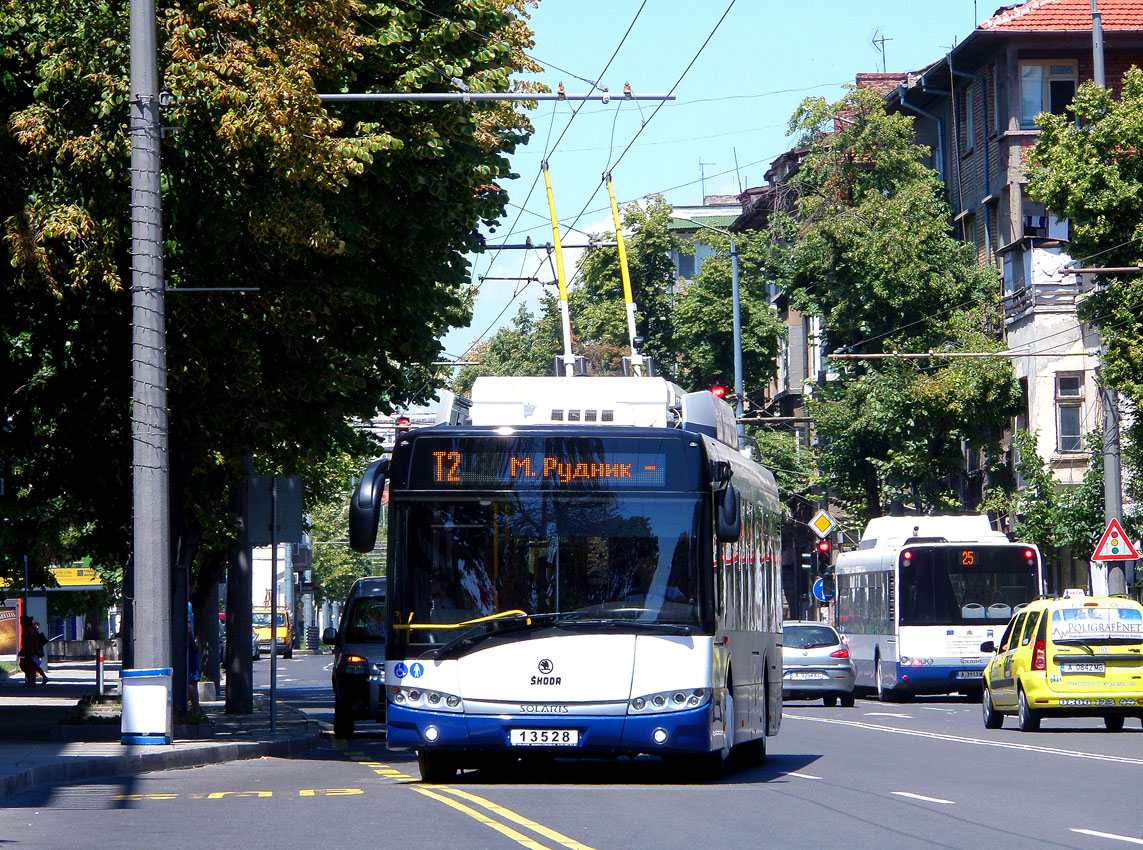
近代化の一環として導入されたノンステップバスのシュコダ26Tr（2014年撮影）

しかし、それ以降の施設の近代化は進められず、2019年から2020年にかけて補修工事のため各系統が一時的に運休する事態となった。そして、2022年以降も道路の補修や電気バス導入による車庫の改修、そして新型コロナウイルス感染症（COVID-19）の影響により全区間の営業が休止したが、2025年2月にT1号線の運行が再開している。ただし車両は既存のトロリーバス車両（シュコダ26Tr）に加え、BRT用のディーゼルバスも使用されている。